# Kirill Minovalov
Kirill Vadimovič Minovalov (rusky Кирилл Вадимович Миновалов; 22. dubna 1971, Moskva, Sovětský svaz) je ruský podnikatel a bankéř.

## Podnikatelská činnost
V roce 1993 ukončil Moskevský institut železničního inženýrství (dnes Moskevská státní univerzita dopravy a spojů). V roce 1994 založil banku Avangard, která nabízí mj. nižší poplatky za peněžní převody Western Union. Tato banka koupila čtyři německé sladovny od společnosti Friedrich Weissheimer Malzfabrik v roce 2006. Díky tomu se stala Minovalovova firma Avangard Malz AG největším výrobcem sladu v Rusku a Německu. Dle časopisu Forbes je Minovalov 132. nejbohatším člověkem v Rusku.

## Osobní život
Minovalov vlastní luxusní jachtu "Avangard" dlouhou 50 metrů. Údajně cestoval Kirill Minovalov v autě, které srazilo a zabilo čtyři chodce. K tragické nehodě došlo na cestě z letiště Moskva-Domodědovo 19. září 2011 v půl jedné v noci.